# كريسبين كاسترو مونروي
كريسبين كاسترو مونروي (بالإسبانية: Crispin Castro Monroy)‏ هو سياسي مكسيكي، ولد في 18 أغسطس 1936 في المكسيك. حزبياً، نشط في الحزب الثوري المؤسساتي.